# Louise Farrenc

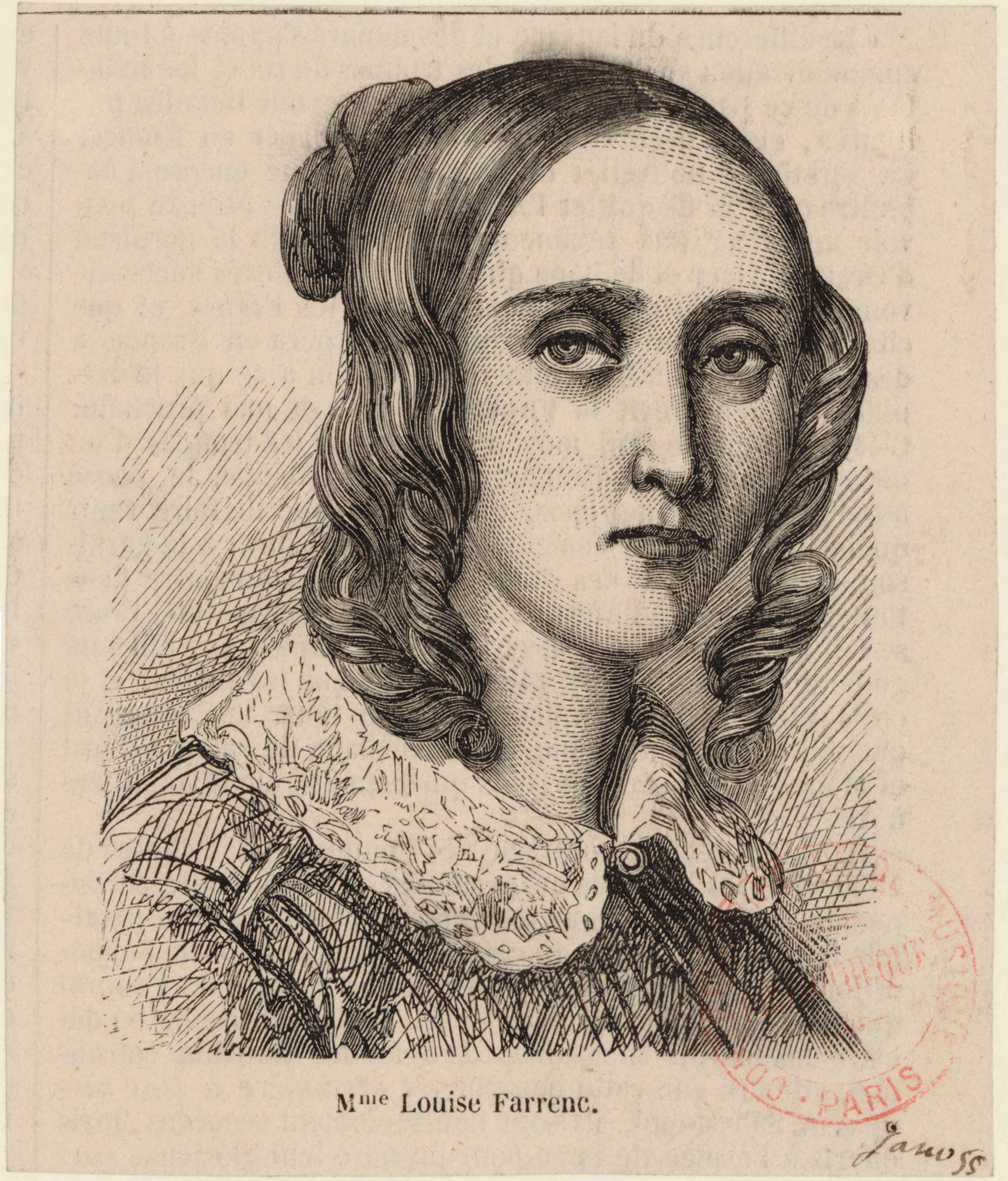
Louise Farrenc.

Jeanne Louise Farrenc, född Dumont 31 maj 1804 i Paris, död där 15 september 1875, var en fransk kompositör och pianist.
Farrenc var pianoprofessor vid Conservatoire de Paris 1842–1873. Hon gällde som en utmärkt pianist och en gedigen kompositör. Hon var från 1821 gift med flöjtisten och förläggaren Aristide Farrenc.